# Heyne Kunst Fabrik
Die Heyne Kunst Fabrik gemeinnützige GmbH ist eine im Jahre 2007 gegründete Kunst-Organisation mit Sitz in der hessischen Großstadt Offenbach am Main. Mit einer Kunsthalle für nationale und internationale zeitgenössische Kunst stellte sie in der ehemaligen Heyne-Fabrik, einer ehemaligen Fabrikhalle am Hafen Offenbach, aus. Im Herbst 2016 gab die Heyne Kunst Fabrik die Räume auf.

## Konzept
Die Heyne Kunst Fabrik fungiert auch als Verlag und Art Consulting Firma und wird als gemeinnützige GmbH von Thomas Kypta geführt. In den Räumen wurden, unter anderem auch in Kooperation mit dem Bund Offenbacher Künstler (BOK), wechselnde Ausstellungen professioneller Künstler der verschiedenen Genres der Gegenwartskunst gezeigt. Nach Aufgabe der Räumlichkeiten soll an anderen Orten ausgestellt werden.